# M939
El M-939 es una serie de camiones militares de Estados Unidos, tienen una capacidad de carga de 5 toneladas y tracción en las seis ruedas. Fueron diseñados a finales del año 1970 y puestos en servicio en el año 1983, son una versión mejorada del M-809. 32.000 camiones de la serie M939 estaban en servicio en distintos lugares del mundo en la década de 2010.

## Características
Se fabrican distintas variantes a partir del modelo M939: el M923, M925, M927, M928, M929, M930, M931, M932, M934, M936.
La serie M-939 se fabrica con seis tipos de carrocería distintas, son utilizados para distintos usos en el ejército, pueden viajar tres tripulantes, tienen transmisión automática. El conductor pueden aumentar o disminuir el aire de los neumáticos para adaptar el vehículo a distintos tipos de caminos.
Los modelos M-939 y M-939A1 utilizan un motor Cummins NHC 250 diésel, que produce 250 Hp (caballos de fuerza).
Es un vehículo militar de uso general, diseñado principalmente para aplicaciones tácticas, fuera de carretera, con una velocidad máxima de 65 kilómetros por hora.
Estos camiones han sido criticados por su mal desempeño al frenar en maniobras de emergencia, el sistema de freno produce un bloqueo en las ruedas delanteras, lo que hace que el vehículo sea muy peligroso en carreteras pavimentadas mojadas.